# Biesterfeld
Der Ort Biesterfeld gehört als Teil des Stadtteils Rischenau zur Stadt Lügde im nordrhein-westfälischen Kreis Lippe in Deutschland.

## Geographie

### Lage
Biesterfeld liegt im äußersten Südosten des Kreises Lippe, nahe der Grenze zu Niedersachsen, ungefähr elf Kilometer südlich der Lügder Stadtmitte. Im Nordwesten erstreckt sich der Schwalenberger Wald, südöstlich erhebt sich der 495,8 m ü. NHN hohe Köterberg.

## Geschichte

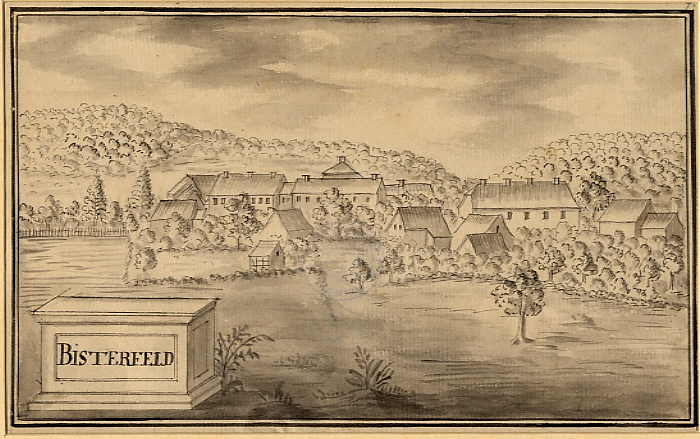
Biesterfeld um 1764, Zeichnung von Johann Ludwig Knoch

Nach dem Messregister des Klosters Falkenhagen von 1529 wurde Biesterfeld mit mehreren Hofstellen und zwei großen Meierhöfen als Siedlungsstätte bei Rischenau beschrieben.
In der ersten Hälfte des 17. Jahrhunderts vereinigte Graf Simon VI. zur Lippe diese zur „Meierei Biesterfeld“. 1624 übergab Graf Simon VII. zur Lippe die Meierei an Simon von der Lippe, dem Amtmann in Schwalenberg.
1624 kaufte Gräfin Maria Magdalena, die Witwe Simons VII., die Meierei für 6000 Taler auf. Ihr Sohn, Jobst Hermann zur Lippe, Inhaber des Paragialamtes (= einer Abfindung mit Grundbesitz) in Schwalenberg, baute ab 1678 auf der Meierei den Herrensitz Biesterfeld aus. 1740 wurden die Brennerei und das Brauhaus gebaut. Biesterfeld wurde ab 1764 gräfliche Domäne.
Jobst Hermann gilt als Stammherr der erblichen Grafenlinie zur Lippe-Biesterfeld.
Nach einer Abfindung verlässt der letzte Herr auf Biesterfeld, Friedrich Karl August (Lippe) mit seiner Familie 1772 Biesterfeld und zieht auf das Gut Oberkassel bei Bonn (Lippesches Landhaus) und später – Mitte des 19. Jahrhunderts – nach Bentschen in der Provinz Posen. Nach Streitigkeiten um die Erbfolge nach dem Aussterben der Detmolder Linie des Hauses Lippe wurde von höherer Stelle zu Gunsten der Linie Lippe-Biesterfeld entschieden, und diese kehrten in ihr Stammland zurück und übernahmen 1897 die Regentschaft im Fürstentum Lippe. Als letzter Fürst dankte Leopold IV. 1918 ab. Bernhard zur Lippe-Biesterfeld, bekannt als Prinzgemahl Bernhard der Niederlande, ist ein Neffe von Leopold IV.
Um 1820 wurde das gräfliche Schloss in Biesterfeld abgerissen.
Bis 1848 durchzog den Ort der überörtliche Verbindungsweg von Rischenau nach Löwendorf, erst durch den Bau der heutigen Bundesstraße 239 in den Jahren 1847/48 als Chausseestraße verlor die Siedlung ihren Charakter als Durchgangsort.
1850 wurde auf dem ehemaligen Schlossgelände der Zufallssämling einer als sehr wohlschmeckend beschriebenen Apfelsorte entdeckt, die nach ihrem Fundort Biesterfelder Renette benannt wurde. Erstmals beschrieben wurde sie 1904 von Pfarrer Wilhelm Wilms aus Nieheim, der sie weiter verbreitete und überregional bekannt machte.
Eines der ältesten Baumexemplare wächst heute noch in der Obstwiese am westlich gelegenen Eingang zur Paradiesmühle.

### Ortsname
Neben der ersten schriftlichen Erwähnung sind im Laufe der Jahrhunderte folgende Ortsnamen belegt: Bisterffelt, Bistoff und Bistorff (1590, in Salbüchern), Biesterfelle (1680), Biesterfeld (um 1758) sowie Bisterfeld (1763).

## Sehenswürdigkeiten

### Bauwerke
Von dem ehemaligen Herrensitz zu Lippe-Biesterfeld existieren heute nur noch fünf Gebäude:

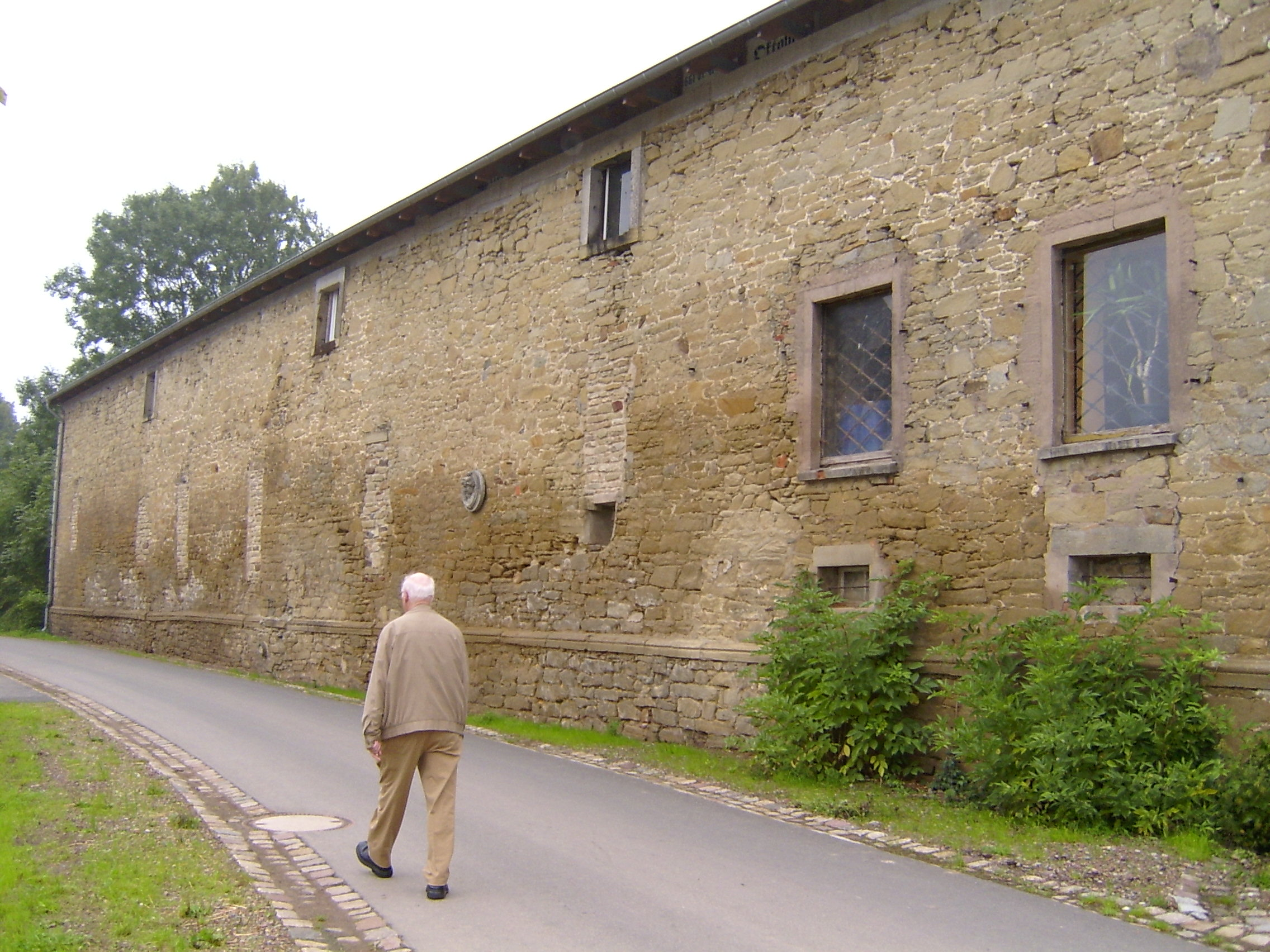
Ehemaliges Brauhaus und Brennerei Biesterfeld

- Die alte Brennerei mit dem Brauhaus wurde 1740 von Friedrich Karl August (Lippe) gebaut. Das Brauhaus ist nach einem großen Brand nur noch teilweise erhalten geblieben und wurde 1998 als Reithalle wieder aufgebaut. Gut erhaltene Kreuzgewölbe im Erdgeschoss des Hauses wurden dabei abgerissen. An der Ostseite des Hauses befindet sich ein Relief zum Gedenken an die Fürstin Pauline zur Lippe, einer der bedeutendsten Herrscherinnen des Fürstentums Lippe.
- Das ehemalige Forsthaus (früher Wohnhaus) der Domäne Biesterfeld entstand um 1820 anstelle des abgebrochenen Schlosses der Grafen zu Biesterfeld. Im Haus befindet sich noch das alte Kellergewölbe des Schlosses. Rechts vor dem Haus steht eine 700-jährige Linde, die „Marienlinde“, eine der ältesten Linden Deutschlands.
- Mägdehaus, hinter dem Forsthaus gelegen
- Der sogenannte Rappelkrug wurde vermutlich um 1724 (das Erbauungsjahr wird angenommen, ist aber bisher unbelegt) von Johann Bernd Deppe als Wohnhaus erbaut. Im September 1735 kaufte Friedrich Carl August, Graf und Edler Herr zur-Lippe-Biesterfeld, seinem ehemaligen Kammerdiener und Leibjäger das Wohnhaus ab und richtete eine Schänke ein. Er gab dieser den Namen „Rappelkrug“. Am 15. März 1763 wurde dieser als Schenkung von Friedrich Karl August (Lippe) an Johann Jost Gnade übergeben, dies ist urkundlich erwähnt. Er verlor damit seine Krugrechte. Heute ist das Gebäude in Privatbesitz. Somit fungierte es nur von 1735 bis Anfang 1763 als Krug.
- Die Paradiesmühle, ehemalige Mühle zu Biesterfeld (jetzt am Ortsrand von Rischenau gelegen), beherbergt heute Erlebnisgastronomie und ein Mühlenmuseum.